# Shirasaya

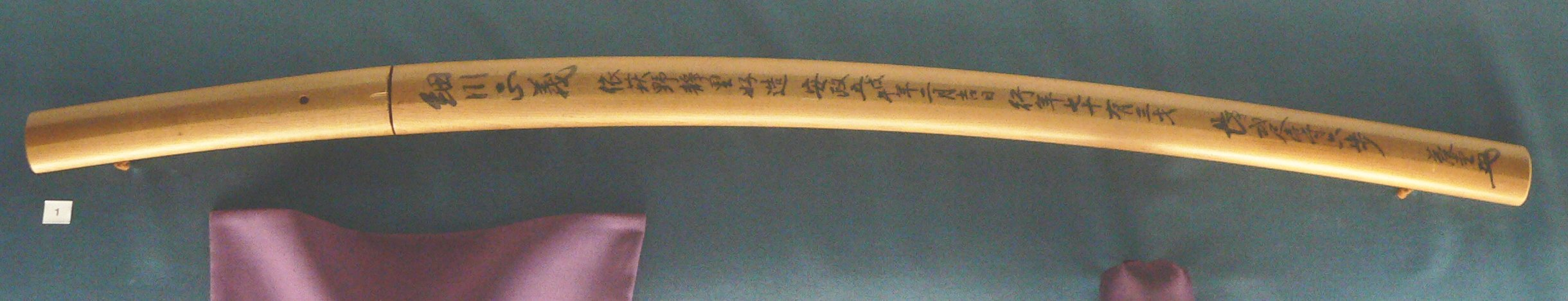
Eine Shirasaya mit Saya-gaki

Shirasaya (jap. 白鞘, dt. „weiße Scheide“) ist eine undekorierte Montierung aus Saya (Scheide) und Tsuka (Griff) für Katana, Wakizashi, Tantō, Tachi, Yari und Naginata.

## Beschreibung
Ursprünglich wurden diese benutzt, um eine unmontierte Klinge aufzubewahren. Wie die Saya der auf der Straße getragenen Koshirae-Montierung wurde das Shirasaya aus dem Holz der Honoki-Magnolie gefertigt, aber nicht nachträglich behandelt. Da dies eine bessere Atmungsaktivität zur Folge hatte, bewahrte man später die Katana in der Nacht in Shirasaya auf, um zu verhindern, dass die Klingen „schwitzen“, das heißt, dass verhindert werden sollte, dass sich die Luftfeuchtigkeit des Raumes, in dem die Klinge aufbewahrt wurde, auf der Klinge niederschlug und zu Rost führte. Das Holz der Shirasaya nahm die Feuchtigkeit auf.
Magnolie wurde deshalb verwendet, weil das Holz einen sehr geringen Säuregehalt hat und auch sonst nichts absondert, was die Klinge beschädigt. Gutes Holz sollte mindestens 10 Jahre abgelagert sein, damit es sich nicht nach der Verarbeitung verformt.
Die komplette Shirasaya-Montur ohne Tsuba (Stichblatt) oder sonstiges Dekor, wie sie heute vielfach bei Dekowaffen Verwendung findet, wurde erstmals gegen Ende des 19. Jahrhunderts nach dem kaiserlichen Verbot von Blankwaffen verwendet, da ein solches Shirasaya-Katana einem harmlosen Bokutō ähnelt, einem Übungsschwert aus Holz. Manche Ausführungen besitzen hölzerne Klingen, die in der Shirasaya aufbewahrt werden, wenn das Schwert in der normalen Montierung getragen wird.
Des Weiteren werden Shirasaya auch gerne mit Informationen über die enthaltene Klinge beschriftet. Als Sayagaki wird ein Gutachten darüber, wer die Klinge wo und wann geschmiedet hat, sowie der Name des Gutachters aufgeschrieben.